# نيو سوبر ماريو برذرز يو
نيو سوبر ماريو برذرز يو (بالإنجليزية: New Super Mario Bros. U‎؛ باليابانية: ニュー・スーパーマリオブラザーズ・U‎، ‏نييو سوپا ماريو برازازو ييو) هي لعبة فيديو من نوع منصات للتمرير الجانبية، وهي جزء من سلسلة « سوبر ماريو ». واللعبة من تطيور نينتندو إنترتينمنت أنالسيس أند دفيلوبمنت ونشر شركة نينتندو على نظام وي يو. وأصدرت اللعبة بين نوفمبر وديسمبر 2012 في كل المناطق الأساسية.

## إعادة الإصدار

### نيو سوبر ماريو برذرز يو ديلوكس
تم الإعلان عن منفذ محسّن لـ نينتندو سويتش في نينتندو دايركت اعتبارًا من 13 سبتمبر 2018 وتم إصدارها في جميع أنحاء العالم في 11 يناير 2019. قبل إعلانه ، ظهرت شائعات عن جزء لنينتندو سويتش تفيد بأنه سيتم إعادة إصدار اللعبة وتشمل كلا من اللعبة الأصلية ولعبة نيو سوبر لويجي يو ، مع نيو سوبر ماريو برذرز ديلوكس كعنوان معلق. تمت ترقية اللعبة لتعمل بدقة 1080 بكسل أصليًا بدلاً من 720 بكسل وتتميز الآن بدعم HD Rumble طوال الوقت. يتم تقديم توديت و نابيت كشخصيتين قابلتين للعب ، مع حصول توديت على إمكانية وصول إلى قوة جديدة تمامًا تسمى سوبر كراون ونابيت قابلة للعب الآن في اللعبة الأصلية بدلاً من أن تكون حصرية لـ نيو سوبر لويجي يو. تم تخفيض تصنيف تود الأزرق إلى تباين لون تود الأصفر. تمت إزالة وضع البوست أيضًا ، جنبًا إلى جنب مع التحديات المرتبطة به في وضع التحدي.